# 武 (姓)
武（ぶ）は、漢姓の一つ。日本、中国、ベトナムなどに分布する。

## 中国
武（ぶ）は、中華圏の姓の一つ。『百家姓』の250番目。
2020年の中華人民共和国の第7回全国人口調査（国勢調査）に基づく姓氏統計によると中国で94番目に多い姓であり、262.51万人がいる。一方、台湾の2018年の統計では第130位で、7,617人がいる。

### 著名な人物
- 武臣 - 秦末の陳勝配下の武将。
- 武周 - 後漢末から三国魏の政治家。
- 武則天（武曌） - 唐の高宗の皇后、後に自ら即位して国号を周に改めた。
- 武三思 - 唐の政治家。武則天の甥。
- 武恵妃 - 唐の玄宗の皇妃。
- 武訓 - 清の教育者。映画『武訓伝』の主人公。
- 武大偉 - 中華人民共和国の外交官。

### 架空の人物
- 武安国 - 『三国志演義』の登場人物。
- 武松 - 『水滸伝』の登場人物。

## ベトナム
武（ヴー/ヴォー）は、ベトナムで7番目に多い姓で、人口の3.9%を占める。
「ヴォー」は南方、「ヴー」は北方に多いという。中国語音との関係では「ヴー」のほうが規則的である。
なお、禹も Võ で、「武」と同音である。

### 著名な人物
- ヴォー・グエン・ザップ（武元甲） - 軍人。
- ヴォー・チ・コン（武志公） - 政治家。
- ヴォー・ヴァン・キエット（武文傑） - 政治家。
- ヴォー・ヴァン・トゥオン - 政治家。
- ヴー・ヴァン・マウ（武文牡） - 政治家。
- ヴー・トゥアン・ハイ（武俊海） - 外交官。
- ヴー・ビン（武平） - 外交官。
- ヴー・ホン・ナム（武紅南） - 外交官。

## 日本
武（たけ、ぶ、たけし）は、日本人の姓の一つである。神奈川県、鹿児島県に多い。

### 著名な人物
- 武覚超

### 架空の人物
- 武誠治